# Riđake
Riđake (izvirno srbsko Риђаке) je naselje v Srbiji, ki upravno spada pod Občino Vladimirci; slednja pa je del Mačvanskega upravnega okraja.

## Demografija
V naselju živi 350 polnoletnih prebivalcev, pri čemer je njihova povprečna starost 43,7 let (42,1 pri moških in 45,1 pri ženskah). Naselje ima 144 gospodinjstev, pri čemer je povprečno število članov na gospodinjstvo 2,97.
To naselje je, glede na rezultate popisa iz leta 2002, večinoma srbsko.
|  |

| Demografija | Demografija     | Demografija     |
| Leto        | Št. prebivalcev | Št. prebivalcev |
| ----------- | --------------- | --------------- |
|             |                 |                 |
|             |                 |                 |
|             |                 |                 |
|             |                 |                 |
| 1948        | 496             |                 |
| 1953        | 507             |                 |
| 1961        | 493             |                 |
| 1971        | 485             |                 |
| 1981        | 470             |                 |
| 1991        | 471             | 466             |
| 2002        | 438             | 427             |
|             |                 |                 |

| Etnična sestava po popisu iz leta 2002 | Etnična sestava po popisu iz leta 2002 | Etnična sestava po popisu iz leta 2002 | Etnična sestava po popisu iz leta 2002 | Etnična sestava po popisu iz leta 2002 |
| -------------------------------------- | -------------------------------------- | -------------------------------------- | -------------------------------------- | -------------------------------------- |
| Srbi                                   | Srbi                                   |                                        | 421                                    | 98,59%                                 |
| Hrvati                                 | Hrvati                                 |                                        | 1                                      | 0,23%                                  |
| Makedonci                              | Makedonci                              |                                        | 1                                      | 0,23%                                  |
| Neznano                                | Neznano                                |                                        | 3                                      | 0,70%                                  |